# Washington Mystics 1998
La stagione 1998 delle Washington Mystics fu la 1ª nella WNBA per la franchigia.
Le Washington Mystics arrivarono quinte nella Eastern Conference con un record di 3-27, non qualificandosi per i play-off.

## Roster
| N° | Naz.                   | Ruolo | Sportivo        | Anno | Alt. | Peso |
| -- | ---------------------- | ----- | --------------- | ---- | ---- | ---- |
| 9  | Stati Uniti (bandiera) | G     | Deborah Carter  | 1972 | 183  | 84   |
| 10 | Stati Uniti (bandiera) | A     | Murriel Page    | 1975 | 188  | 72   |
| 11 | Brasile (bandiera)     | C     | Alessandra      | 1973 | 196  | 82   |
| 12 | Stati Uniti (bandiera) | G     | Keri Chaconas   | 1974 | 175  | 68   |
| 13 | Stati Uniti (bandiera) | G     | Rita Williams   | 1976 | 168  | 61   |
| 15 | Stati Uniti (bandiera) | G     | Nikki McCray    | 1971 | 180  | 72   |
| 23 | Stati Uniti (bandiera) | A     | Tammy Jackson   | 1962 | 188  | 86   |
| 24 | Stati Uniti (bandiera) | G     | Penny Moore     | 1969 | 183  | 61   |
| 28 | Stati Uniti (bandiera) | AC    | Leslie Johnson  | 1975 | 188  | 100  |
| 30 | Stati Uniti (bandiera) | G     | Adrienne Shuler | 1969 | 168  | 69   |
| 32 | Stati Uniti (bandiera) | A     | Angela Jackson  | 1976 | 193  | 93   |
| 32 | Stati Uniti (bandiera) | AC    | Margo Graham    | 1970 | 193  | 107  |
| 32 | Brasile (bandiera)     | A     | Leila           | 1974 | 185  | 83   |
| 34 | Stati Uniti (bandiera) | A     | Heidi Burge     | 1971 | 196  | 82   |
| 35 | Stati Uniti (bandiera) | C     | La'Shawn Brown  | 1972 | 191  | 82   |

## Staff tecnico
- Allenatori: Jim Lewis (2-16), Cathy Parson (1-11)
- Vice-allenatori: Cathy Parson (fino al 23 luglio), Wes Unseld jr.